# Amethystglanzstar
Der Amethystglanzstar (Cinnyricinclus leucogaster) ist eine Vogelart aus der Familie der Stare (Sturnidae). Die Körperlänge der Tiere beträgt zwischen 16 und 18 Zentimetern. Er ist der einzige Vertreter der Gattung Cinnyricinclus.

## Aussehen
Der männliche Amethystglanzstar hat ein weißes Bauchgefieder, besonders auffällig ist das metallisch violett glänzende Gefieder am Rücken und am Kopf. Die Jungvögel und das Weibchen sind am Kopf und Rücken bräunlich gefärbt. Der Bauch ist weiß mit braunen Tupfen. Der Schnabel und die Beine der Vögel sind schwarz.

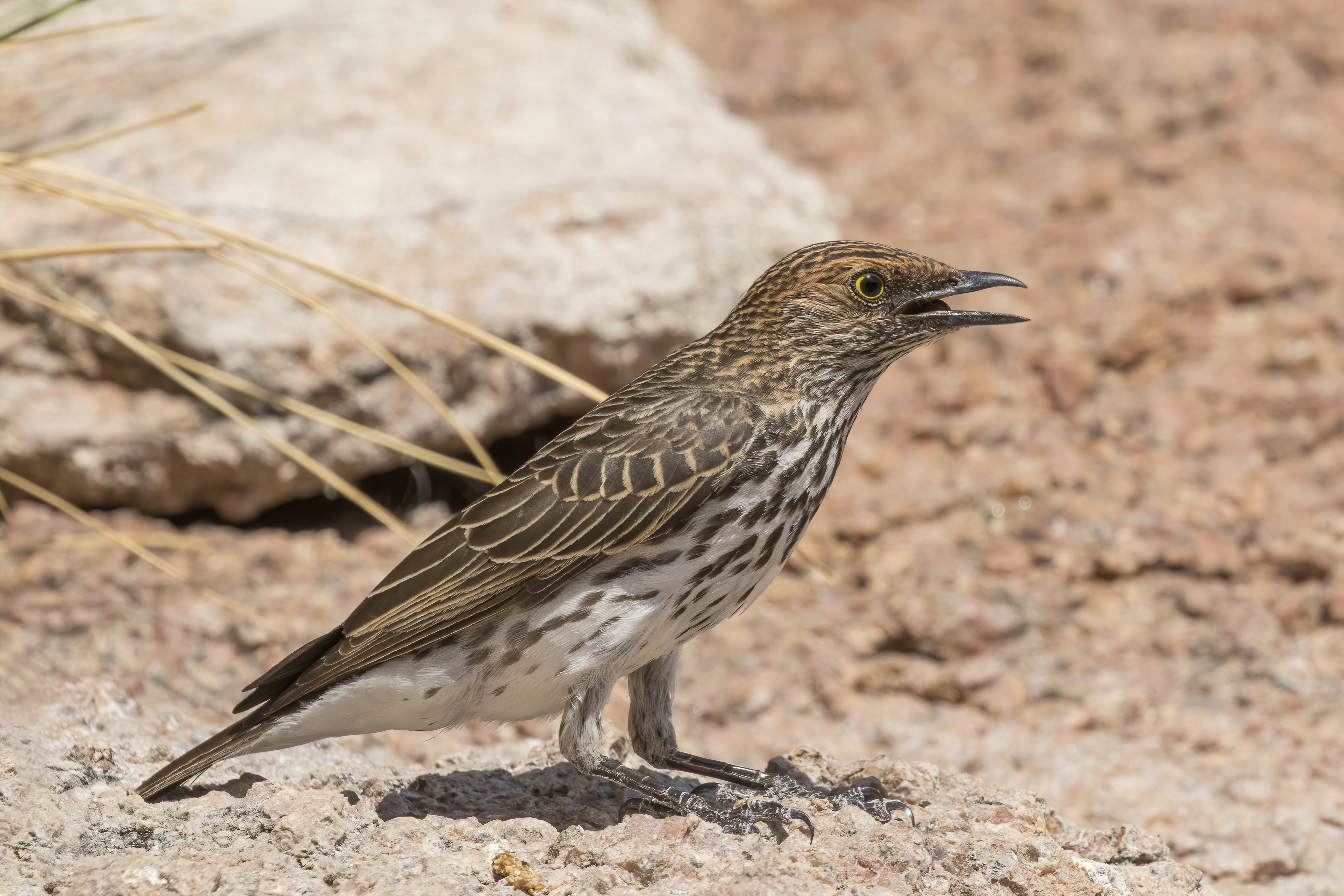
Weiblicher Amethystglanzstar

## Verbreitung und Lebensraum
Diese Vogelart kommt im Südwesten der Arabischen Halbinsel sowie in Afrika südlich der Sahara vor. Er bewohnt die Regenwälder und Savannen, kommt aber auch in Parks und Gärten menschlicher Siedlungen vor.

## Lebensweise
Die sehr geselligen Vögel leben in Kolonien zusammen. Der Amethystglanzstar ernährt sich von Früchten, aber auch von Insekten, vor allem Termiten, welche er im Fluge fängt. Sie sind je nach Verbreitungsgebiet ganzjährig standorttreu oder leben nomadisch.

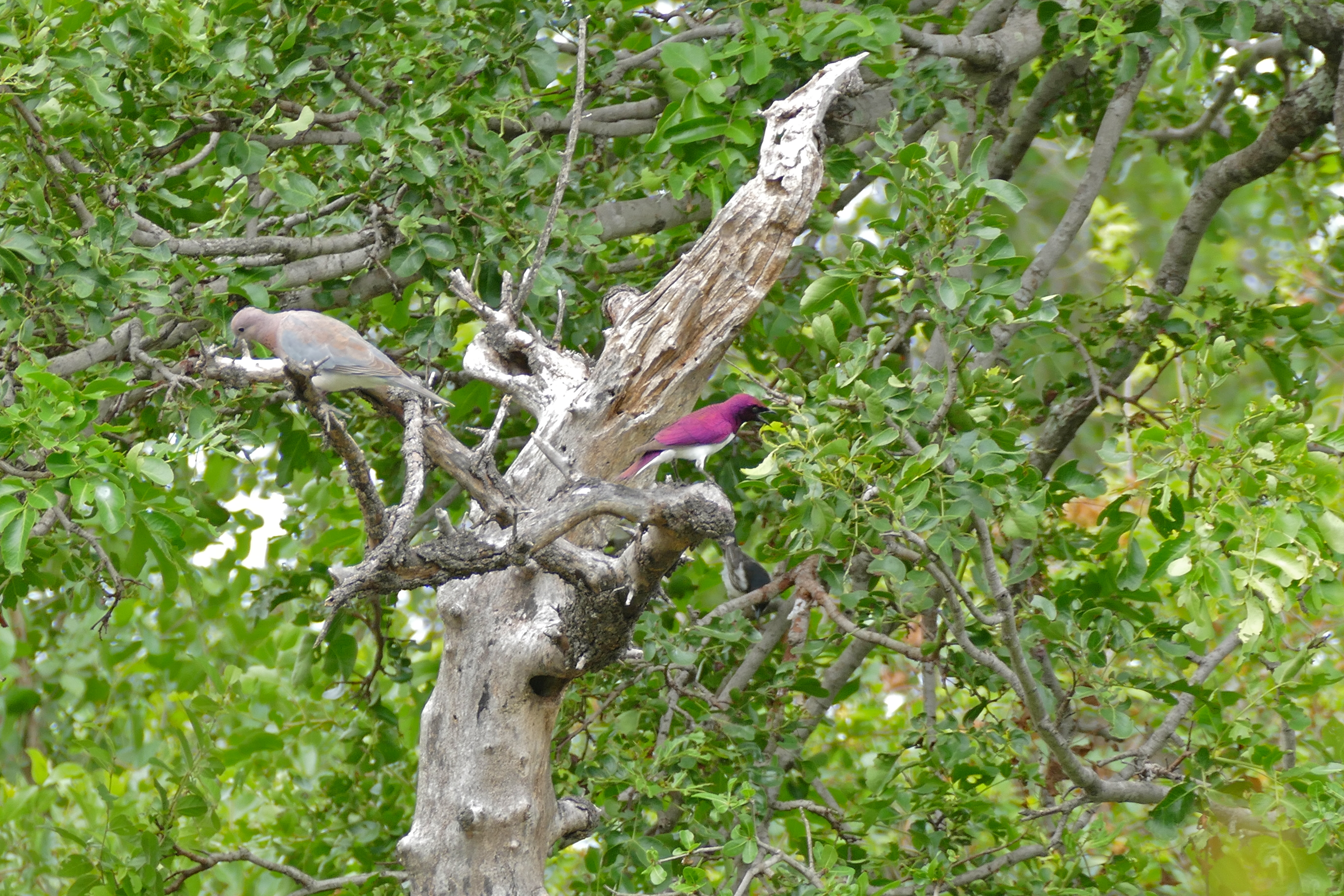
Mehrere Amethystglanzstare bei der Futtersuche

## Fortpflanzung
Das Nest, welches aus Federn, Pflanzenmaterial und Kot zusammengesetzt ist, wird von den Vögeln in Höhlen alter Bäume angelegt. Das Weibchen legt bis zu 6 Eier, welche bis zu 18 Tage bebrütet werden. Nach etwa 3 Wochen werden die Jungen flügge.

## Gefährdung
Aufgrund ihrer weiten Verbreitung und da für diese Art keinerlei Gefährdung bekannt ist, stuft die IUCN (Weltnaturschutzunion) diese Art als „nicht gefährdet“ (Least Concern) ein.

## Unterarten
Bisher sind drei Unterarten bekannt:
- Cinnyricinclus leucogaster leucogaster (Boddaert, 1783)[2] - Die Nominatform kommt im Senegal und in Gambia bis nach Äthiopien, Kenia und Tansania vor.
- Cinnyricinclus leucogaster arabicus Grant, CHB & Mackworth-Praed, 1942[3] - Diese Unterart kommt im Osten des Sudans über den Nordwesten Somalias und die Arabische Halbinsel vor.
- Cinnyricinclus leucogaster verreauxi (Barboza du Bocage, 1870)[4] - Die Subspezies ist im Süden der Demokratischen Republik Kongo über den Westen Tansanias südlich bis Botswana, den Nordosten Südafrikas und Mosambiks verbreitet.